# ماورو كاليجاريس
ماورو كاليجاريس (بالإيطالية: Mauro Calligaris)‏ (6 مايو 1952 – 8 أغسطس 2000) هو سبّاح إيطالي راحل، مثّل بلاده في الألعاب الأولمبية الصيفية 1972.

## روابط خارجية
ماورو كاليجاريس على موقع الاتحاد الدولي للسباحة (الإنجليزية)
- ماورو كاليجاريس على موقع SwimRankings.net (الإنجليزية)
- ماورو كاليجاريس على موقع اللجنة الأولمبية الدولية (الإنجليزية)
- ماورو كاليجاريس على موقع أوليمبيديا (الإنجليزية)